# ANUBIS ZONE OF THE ENDERS
『ANUBIS ZONE OF THE ENDERS』（アヌビス：ゾーン・オブ・エンダーズ）は2003年2月13日に発売されたPlayStation 2用ロボットアクションゲーム。『ZONE OF THE ENDERS Z.O.E』（Z.O.E）の直接の続編にして完結編にあたる。キャッチコピーは「未確認浮遊快感」、「僕らは、宇宙でやっと自由になれる」。海外版のタイトルは『Zone of the Enders: The 2nd Runner』。

## 概要
開発は前作と同様にコナミコンピュータエンタテイメントジャパン（小島組）で、プロデュースも同様に小島秀夫。監督、脚本は前作の脚本補兼レンダーデモ監督だった村田周陽に交代している。新主人公ディンゴの立場で、宿敵にしてシリーズの黒幕であるノウマンとの因縁を通じ、軍事要塞アーマーンを巡るバフラムとの最終決戦、そして前作では付かなかったジェフティとアヌビスの決着を描く。
ゲームシステム面ではより機敏に動作するようにモーションや操作性、ステージデザインが改善されている。前作が舞台となるコロニーの各所を何度も往復することが多かったのに対し、本作は舞台進行を一本道とし、特徴的な舞台が次々と入れ替わるようになりメリハリが付いた。
ゲーム画面は新たに開発された「Z.O.E シェード」とよばれる3DCG描画技術によって描かれ、光の表現を追求したエフェクトがより力強く、2Dアニメの「色と面」の美しさが取り込まれた独特の3Dビジュアルを構築している。前作では登場人物も3Dのポリゴンで描かれていたが、今作ではゴンゾ制作の2Dアニメで描かれ、その一方でアクションパートとストーリーパートをシームレスに繋いだ演出が盛り込まれている。

## ゲーム内容

### 基本システム
基本的なシステムは前作を踏襲しているが、様々な変更点がある。
サブウェポンは各残弾性からエネルギー共有式になり、ボタンによる素早い選択も可能に。ダッシュショットは複数ターゲットのロックオンが可能の「ホーミングレーザー」となり、発射されるレーザーの本数が爆発的に増えた。「バーストショット」もチャージ式になり、貯めるほど巨大なショットが放てるようになった上に高速化もされた。一方、ホーミングレーザーもバーストショットもサブゲージを消費するようになった。多数のターゲットを同時に倒すとサブゲージも回復し、ダッシュショットで一掃するのに最適な小型の敵も登場した。
グラブ攻撃は前作では掴んで投げるだけだったが、今作ではそのまま振り回して武器にしたり、ガードで盾にしたり、回転で勢いをつけてから投げるなど、多彩なアクションが可能になった。
前作では施設破壊を避けることが多かったのとは反対に一部を除いて制限がなく、地形や構造物の被弾による破壊やエフェクトを強化し、外壁や建築材をグラブで掴み利用することが可能になった。グラブを駆使しなければ進めない箇所も複数ある。

### 返答
ADAを始めとする各キャラクターの台詞に対し、プレイヤーの操作によって返答が可能になった。L3ボタンを押すと積極的、R3ボタンを押すと消極的な応答をする。前者では戦闘時に気合いを入れる、肯定的に応じる、ADAの提案を承諾する、など。後者では戦闘でやる気のない態度を取る、否定的に応じる、ADAの提案を却下する、など。操作中に発せられた台詞はほとんど返答可能で、ジェフティ搭乗時に限らずゲーム冒頭の採氷LEV搭乗時でも反応する。

### エクストラミッション
タイムアタック、撃墜されるまで戦うサバイバル、ボスバトルなどが出来るエクストラミッションが多数用意されている。ミッションは本編中に随所に配置されたディスクを取得することによって解禁されていく。

#### ゾラディウス
特定の条件を満たすとプレイ可能になるエクストラミッションで、『グラディウス』を模した3Dシューティングゲーム。こちらの自機は原典同様に本編に登場するビックバイパーの飛行形態を操作する。主人公もディンゴではなくレオである。BGMもグラディスウシリーズのものが用いられている。

### バーサスモード
前作に続き、作中の機体を選択して戦う対戦モード。前作では選べなかったアヌビスも選択可能となっている。

## ストーリー
前作から2年後、2174年。ノウマンが駆るアヌビスと、その基礎技術を応用した新型OFを擁するバフラムは、連合宇宙軍を壊滅状態に陥れ、火星圏を事実上制圧。強大な力を持つ軍事要塞アーマーンの完成を急いでいた。ジェフティをアーマーン中枢で自爆させるという特命を帯びていた連合宇宙軍のエレナ・ワインバーグは、バフラム軍の濃密な警戒網をかいくぐってジェフティをアーマーンに到達させることは不可能と判断、ジェフティを火星まで移送後解体する予定であったが、状況を知ったレオによって移送用カタパルトの射出角度を調整され､自然のメタトロン反応に紛れる形でカリストに隠匿された。

### プロローグ
木星の衛星カリストで採掘作業員をしていた元バフラムのディンゴ・イーグリットは、作業中に強いメタトロン反応をキャッチし、原因を調べに向かう。その現場でジェフティの入ったコンテナを見つけるが、ケン・マリネリス率いるバフラムの部隊の襲撃に遭う。ディンゴは同僚達を助けるためにジェフティを駆ってケンを撃破し、敵母艦に潜入するが、かつてのディンゴの上官であるノウマンに遭遇し、アヌビスに圧倒的な力の前に敗北。バフラムへの復帰を求められたディンゴだが、かつて自分を嵌め、部隊を見殺しにしたノウマンへの怒りからそれを拒否。背を向けたところをノウマンに銃撃され致命傷を負ってしまう。
それから2ヶ月後。火星の衛星ダイモスのステーションにて、ディンゴは機械によって失った心肺機能を代替される形で蘇生されるが､機械からのエネルギー供給をジェフティへと直結されたことにより「ジェフティから降りたら死ぬ」身体にされてしまう｡ケンは「バフラムに潜入している連合宇宙軍のスパイ」を名乗り、元の身体に戻る条件としてアーマーン計画の阻止を指示する。強引な処置への反発と連合宇宙軍への不信感から非協力的な態度を取るディンゴだったが、部下の仇であるノウマンに復讐を果たすべく、ひとまず指示に従うことにする。

### 序盤
連合軍の生き残りであるテイパーを助け、ダイモスを脱出したディンゴはレオの駆るビックバイパーと遭遇。交戦するも、ディンゴの人柄と腕前を認めたレオにジェフティとADAを託される。レオはジェフティの自爆を阻止するべく、自分の手でアーマーンを止めようとしていた。レオと別れたディンゴは、かつての戦友であるヴァイオラを模したAIが操るネフティスに執拗に追われつつ、民間人への被害も構わず戦う連合軍の仲裁を行ったり、敵の軍用列車を破壊するなどで先へ進むも、指示を出すケンとの溝は深まる一方だった。やがてネフティスを倒したディンゴは、丁度降り立ったケンと合流するが、ケンの乗るアージェイトがヴァイオラのAIに乗っ取られてしまう。ディンゴはアージェイトからAIを消去してケンを救出し、二人は互いに態度を軟化させる。

### 中盤
アヌビスの瞬間移動に対抗するべく、ディンゴとケンはバフラムの技術者であるロイドを訪ねることにする。要塞都市を突破し、ロイドの駆るインヘルトを撃破したディンゴは、ジェフティに秘められた機能「ゼロシフト」を引き出すプログラムをロイドから託されるも、そこにノウマンがアヌビスで襲撃してくる。ロイドの犠牲で脱出するが、ケンは瓦礫の中に取り残されてしまい、ディンゴにアーマーンの破壊を懇願して連絡が途絶える。
バフラムの護衛艦隊を撃沈し、連合宇宙軍のLEV部隊に追いついたディンゴだが、テイパーやエレナは彼を信用せずレオの静止も聞かずに敵意を向ける。しかしディンゴに説得され、ジェフティとビックバイパーに率いられたLEV部隊は激戦の末にアーマーンのある地下施設へと進軍する。その時、遂にロイドのプログラムが着床し、ジェフティはアヌビスと互角のVer.2へと進化した。

### 終盤
施設の奥には要塞らしきものは無く、謎のコントロール施設が広がるだけだった。そこに現れたアヌビスと戦うも、それはケンを無理矢理乗せたレプリカであり、本物のアヌビスにレオのビックバイパーはやられてしまう。真のアーマーンとは火星のもう一つの衛星フォボスであり、フォボスから地表に向けられたウーレンベックカタパルトによってジェフティは損傷し、フォボスへの圧縮空間に吸い込まれてしまった。ダメージを負いつつもジェフティは圧縮空間内でアヌビスと激闘を繰り広げ、勝利。アヌビスのメタトロンをも吸収し、全ての力を解放した最強形態・ネイキッドジェフティへと進化する。
ケンとレオを救出してフォボスに降り立ったディンゴだが、機能停止しかけたアヌビスはアーマーンと融合し、アーマーンアヌビスと化す。アーマーン計画の真の目的は太陽系そのものの破壊であり、メタトロンとの完全な融合によって狂気に取り憑かれたノウマンは最後の戦いを挑んでくる。ネイキッドジェフティとアーマーンアヌビスの最終決戦を制したディンゴはアヌビスを完全に破壊し、とうとう宿敵ノウマンを討ち取った。

### エピローグ
アヌビスを倒したもののアーマーンは起動し、ADAはジェフティの自爆装置を作動させる。レオとディンゴは諦めず足掻くも、アーマーンは止まらずジェフティはエネルギー放出に飲まれてしまう。その時、偶然にもアヌビスの上半身がジェフティの目の前に流れてきた。ディンゴは咄嗟にジェフティの自爆プログラムをトランスプランテーションによってアヌビスに転移させ、アーマーンの中心部へと投げ込む。ジェフティと等価のアヌビスは同等の起爆力によってアーマーンをフォボスごと消滅させた。
ジェフティは壊れたがディンゴもADAも辛うじて助かる。命令に背いたのか悩むADAにレオは「それでいいんだ」と告げ、ディンゴは元の体に戻るべくケンに寄り添われて搬送されていく。そしてジェフティも、自己再生によって完全復活を遂げるのだった。

## 登場人物

### 主要人物
ディンゴ・イーグリット(Dingo Egret)
声 - 井上和彦
28歳。本編の主人公。かつてはバフラム軍に所属していた元軍人で、ノウマンの部隊（03中隊）に所属していた経歴を持つ。軍内でも、唯一ノウマンに対抗できる腕前を持つと言われたエースパイロット。しかしある事件をきっかけとして、脱走同然にバフラム軍を離れる。
その後、木星の衛星カリストで採氷作業員をしながら隠棲。偶然オービタルフレーム・ジェフティを発見しそのフレームランナーとなる。
ケンとの出会いをきっかけにノウマンに再会し、今一度軍に戻るよう要請されるものの、これを拒絶したことでノウマンの凶弾に倒れる。それから二ヶ月後、オービタルフレームの操縦技術を見込んだケンの手によって蘇生されるものの、失った心肺機能を機械にて代替､ジェフティの動力源で動作させ「ジェフティを降りたら死ぬ」体となってしまう。正常な体へと戻してもらうことを条件にジェフティを駆り、アーマーン計画の阻止に乗り出す。
ゲーム冒頭では、旧式の作業用LEVで、高い氷壁を三角飛びで駆け上がるといったテクニックを披露している。
一見皮肉屋で厭世的だが、本来は正義感が強く情に厚い熱血漢であり、一度仲間と認めた相手には義理を貫く。そのため、バフラムでもカリストでも多くの仲間から好かれていた。バフラムに入ったのは「火星の自由と独立」という謳い文句に騙されたからで、何度も命令に疑問を抱きつつも抜け出せずにいた。しかし6年前、アンティリアへのメタトロン護送任務の際に連合軍の待ち伏せを受け、自身は辛うじて生き延びるも仲間を全て失い、それがノウマンによる策略だと知ってバフラムを脱走した。ジェフティとアヌビスはこの際に護送したメタトロンによって開発されたものである。
エイダ(ADA)
声 - 芳野美樹
ジェフティに搭載された独立型戦闘支援ユニット。前作では冷徹なまでに合理的な思考であったが、レオとの触れ合いによって徐々に変化していった。それにより、今作では人命救助の方法を手際良く提案するなど戦闘コンピューターらしからぬ手腕を発揮したり、ジョークのような軽口や相手を気遣う発言をする、からかわれて反論するなど、思考はより人間的になっている（ディンゴには「惚れた男に合わせるタイプだな」と評された）。戦闘中には自発的に武器変更を提案するなどの支援も行うようになり、承諾すると自動で武器が変更される。
ケン・マリネリス(Ken Marinaris)
声 - 雪乃五月
19歳。ノウマンの部下で、オービタルフレーム・アージェイトのフレームランナー。ノウマンによって瀕死の重傷を負わされたディンゴに、連合宇宙軍のスパイと名乗って近づき、バフラム軍医療スタッフを騙して治療させた。その際、失った心肺機能を機械に依存させる形で蘇生させ､エネルギー供給をジェフティより供給させることで、ディンゴを強制的にジェフティのフレームランナーに仕立て、アーマーン計画の阻止に駆り出した。
生真面目だが、冒頭でディンゴと対峙した際には、出会い頭にいきなり拳で殴りかかり、皮肉屋で威圧的なディンゴを相手に一歩も退かずに口論するなど、勝気で男勝りな性格。しかし不測の事態には取り乱すなど精神的に未熟な部分があり、フレームランナーとしての腕も悪くは無いが、自動化された操縦系が前提で、支援AIを削除されたアージェイトは全く操作できなかった。
実は連合宇宙軍のスパイというのは嘘で、ノウマンへの反乱を目論んでいるのは事実だが正体はただのバフラムの一兵士であった。ディンゴの部下であった父・リチャードの死について探るべくバフラムに入り、ノウマンの部下となったことで真相を知るも、アーマーンを止めることも父の仇を討つことも敵わず、やむなくバフラムの一員として行動し続けていた。そんな時に出会ったディンゴを利用しようとしていたのだが、徐々に彼への認識と自分の態度を改めるようになる。
謎の掛け声「はいだらー！」を叫ぶが、これは脚本担当の村田周陽が思い付いた言葉で、特に意味がある訳ではない。
胸が大きく見えるが、小島秀夫は『プロテクターを着用しているため』と述べている。
特定条件を満たすとごく一瞬だが薄着状態になる。
レオ・ステンバック(Leo Stenbuck)
声 - 鈴村健一
16歳。前作の主人公。アンティリア事件の後、アトランティス号のクルーとなり仲間やジェフティ、ADAを守るため、正式に連合宇宙軍に参加している。そこで機動兵器のパイロットとしての才能を開花させ、最新鋭の可変型アドバンスドLEV「ビックバイパー」のパイロットとなる。戦いを拒んでいた前作と比べ、ADAのために自ら戦場に身を投じたりLEV部隊の先陣を切ったりなど大きな成長を遂げており、ビックバイパーに乗ればディンゴのジェフティと互角に渡り合えるほどLEVパイロットとしての腕前も優れる。
公式サイトの前日談小説では、前作から今作に至るまでの彼の変化が語られている。また、『HD EDITION』の新規オープニングアニメでは、今作でのトレードマークである鉢巻を締めるシーンが描かれている。
ジェフティのアーマーン突入、自爆を阻止すべく奔走する中で、覚醒したジェフティとそのフレームランナーとなったディンゴに出会う。当初はディンゴに対して嫉妬にも似た感情を抱くが、ディンゴのランナーとしての腕前と人柄を信じ、ジェフティとADAを託す。
前作から担当声優が変わっているが、元々は前作でもパイロット版の段階では鈴村が担当していた。その後、製品版では声優が変わったものの、続編である本作にて当初の予定通り鈴村が担当する形となった。

### バフラム
ノウマン(Nohman)
声 - 小杉十郎太
43歳。本名はリドリー・ハーディマン。アーマーン計画の立案者であったリコア・ハーディマン博士の実子であり、現在のアーマーン計画の指導者。優秀なフレームランナーでもあり、オービタルフレーム・アヌビスに搭乗する。ディンゴの元上官にして宿敵。
普段は爬虫類のように冷徹で、無気味な微笑以外には感情を表そうとしないが、ひとたび感情が高ぶると目を見開き歯を剥き出しにして相手を恫喝する。元部下であるディンゴの事も「好きだ」と面と向かって告げるほど買っていたが、彼が協力を拒むと何の躊躇いもなく何発も撃った。
6年前、ディンゴの部隊がメタトロンをアンティリアに護送する任務に就いた際、地球側に輸送が失敗したように見せるべくわざと連合軍に情報を流し、彼らを生贄にした。ディンゴに救援を求められた際には「諦めろ」とだけ告げたという。
メタトロンという未だ未知の部分が多い物質のもたらすエネルギーに心酔しており、自らが推進しているアーマーン計画の目的も火星圏の武力による支配ではなく「メタトロンとの完全なる融合」とそれによる太陽系世界の完全な破壊である。
前作から続いてアヌビスの圧倒的な力を誇示するように幾度となくディンゴを追い詰めるが、ゼロシフトという同じ条件を得たジェフティに敗北。しかしアーマーンとアヌビスが融合することで自身が望んだメタトロンとの完全なる融合を成し遂げ、「全てを終わらせる破壊」を渇望するという狂気のまま最後の戦いを挑んでくる。敗北後も、犠牲になったディンゴの部下を指して「ムシけらが無様に死んでいく姿をこの目で見たかったぞ」と言い放つなど最期まで非道な態度を崩さず、万感の思いを込めたディンゴの最後の一撃でとどめを刺され、絶叫を上げながら爆発に消えた。
ロイドとの会話内容から、身体に何らかの強化手術を行っている事が解る。
ヴァイオラAI(Viola A.I.)
声 - 手塚ちはる
前作で戦死したヴァイオラの一部人格を移植したAI。前作に登場したネイトの後継機であるオービタルフレーム・ネフティスをコントロールする。
生前のヴァイオラの闘争本能とジェフティへの執着心をコピーしており、幾度となくジェフティとディンゴの前に立ちはだかり、目的のためなら他のオービタルフレームの制御を乗っ取る事も平気で行う。しかしあくまでプログラムであり、生前の戦友であったディンゴからの呼びかけにも答えない。ディンゴは当初は戸惑っていたが、消去時には「ノウマンが作った怨霊」と吐き捨てている。前作のヴァイオラと共通の台詞がある。
ロイド(Lloyd)
声 - 阪脩
70歳。バフラム軍に所属するオービタルフレームのシステムエンジニアであり、アージェイト等の開発をおこなう。自身もオービタルフレーム・インヘルトのランナー。訓練時代のディンゴとも面識があり、師弟のような関係だったらしい。生粋の職人気質で、バフラムの現状を憂いつつも揺るぎない忠誠を捧げている。そのため、ディンゴがアヌビスへの対抗手段を求めて現れた際には、ディンゴの意思を理解しつつも、インヘルトを駆りジェフティと対峙、力を与えるに相応しいか見極めるための試練を与える。最後にはジェフティにゼロシフト起動用のプログラムを転送、自分の要塞に来襲したアヌビスからジェフティを逃がした後、憤慨したノウマンによってインヘルトの頭部ごと潰された。
強化手術を受けており、後頭部と前頭部から3本のコネクタが突き出した外見を持ち、本人は「性能を追求した結果」と述べている。
インヘルトと同じく、金子一馬がキャラクターデザインしている。
ヴォルコヴォ（Volkovo）
声 - 立木文彦
38歳。4人構成のザカートランナーズのリーダー。階級は中尉。ドレッドヘアーとサングラスという容姿の持ち主。複数のランナーで操縦するOFザカートの指揮を取る。
ザカートランナーズ(ZAKAT RUNNERS)
ヴォルコヴォの指揮下で、巨大オービタルフレーム・ザカートの操縦を担当する3名のチーム。球形のヘルメットを被っている。
無敵艦隊艦長
声 - 谷口節
54歳。自分の艦隊に絶対の自信を持っている艦長。連合宇宙軍掃討に向かう途中、ジェフティを発見し撃破しようとするが、逆に撃沈される。
リコア・ハーディマン
故人。ノウマンの父親。アーマーン計画の立案者であり、ジェフティとアヌビスの開発者でもある。2171年、ジェフティの作動実験中の事故で死亡。
リチャード・マリネリス
故人。ケンの父親であり、バフラム時代のディンゴの部下。ディンゴも幾度か助けられたことがある。ジェフティとアヌビスを造るためのメタトロン搬入作戦において、連合の部隊と交戦し死亡している。「力は正しいことに使え。少なくとも、自分がそう信じられることに」という信念の持ち主であり、ディンゴにもケンにも影響を与えている。
デルフィ（DELPHI）
声 - 芳野美樹
アヌビスに搭載された独立型戦闘支援ユニット。ノウマンの意向により殆ど使用されることはなく、作中でもオープニングムービーの最後とエンディングの1シーンを除いて一切言葉を発しない。ADAとは対照的に、自身の存在意義を「全てを破壊すること」だと認識している。

### 連合宇宙軍
エレナ・ワインバーグ(Elena Weinberg)
声 - 小林優子
28歳。連合宇宙軍の特務輸送艦アトランティス号の副長。副長ではあるが事実上の指揮官となっている。前作では相手が民間人のレオであるためか人当たり良く振る舞っていたが、今作では軍人として厳格な態度を取る。当初はディンゴを快く思わず、一度は感情的にジェフティへの攻撃命令すら出しかけたが彼に部隊が説得されたことで折れ、指揮を任せる。アーマーン起動前にはその真の恐ろしさを伝えてディンゴに阻止を懇願するも「火星を自由にする」という条件を出され、その為に尽力することを承諾した。
テイパー(Taper)
声 - 堀川仁
24歳。連合宇宙軍のLEVパイロット。普段は尊大かつお調子者で口も達者な自慢屋。実際はオービタルフレームを見ただけで逃げ出してしまうほどの小心者だが、圧倒的な戦力差を前にしても、仲間の援護のため火星に向かおうという意志は曲げなかった。ダイモスステーションのコンテナの中に隠れていたが、たまたま通信が繋がったディンゴに協力を求める。当初はディンゴを偽名の「ヘンリーG」で呼んでいた。ネフティスがエイトヘッド小隊を全滅させた際にも生き延びるも、そこに現れたディンゴの発言から彼を敵と疑うようになる。しかし荒野乱戦の際のディンゴの言葉によって己を顧み、「もう逃げない」という覚悟の元にLEV部隊の一員として決戦に臨んだ。
ストーム中隊隊長
声 - 松尾まつお
連合宇宙軍ストーム中隊の隊長。バシリアの市街地で民間人への被害も構わず戦闘を行っており、ディンゴに咎められても「どうせバシリアのクズだ」「民間人と言えどクズはクズ」と言い放つなど地球側の傲慢さが如実に現れた性格。仲裁を行ったディンゴに助けられるが、態度を改めなかったためにディンゴに「消えろ、クズ野郎」と吐き捨てられた（逆にプレイヤー側が被害を出すと「マジメにやれ」とディンゴを叱る）。
ストーム中隊隊員
声 - 八戸優、田中佳人
連合宇宙軍ストーム中隊の隊員。バシリア市街にて、敵との戦力差にパニックに陥りながら戦っていた。隊長同様に民間人を巻き込む戦い方をしていたがディンゴに仲裁される。
エリー・ケイトン
声 - 熊谷聖香
42歳。バフラムの兵器「ベクターキャノン」を奪取した連合宇宙軍エイトヘッド小隊の副隊長。疲弊しながらも救援を待っていたが、ディンゴが到着する前に突然現われたネフティスに部隊ごと全滅させられた。

### カリスト
リック
声 - 岩田光央
18歳。採掘作業員。カリストでのディンゴの同僚。線の細いやや気弱な青年。ディンゴを兄のように慕っていた。バフラムの襲撃時にはLEVの脚部をやられつつ逃げており、ケンのアージェイトに狙われるもディンゴに助けられる。
アンジー
声 - 日笠山亜美
22歳。オペレーター。カリストでのディンゴの同僚。ディンゴに積極的にアプローチしていた。バフラムに襲われて窮地に陥るも、ディンゴが自ら敵母艦に乗り込んだことで彼らはカリストを離れ、事なきを得る。
LEVナビゲーター
声 - 伊藤美紀
ディンゴが搭乗していた採氷LEVのナビゲーター。あくまでただのナビゲーターであり、AIのような高度な思考力や対話機能は持たない。ディンゴには「オンボロ」「ポンコツ」などと散々な評価であり、比較されたADAにも「一緒にしないでください」と言われている。

## 登場兵器
- オービタルフレーム
  - ジェフティ
  - アヌビス
  - ネフティス
  - アージェイト
  - インヘルト
  - ザカート
  - ラプター
  - サイクロプス
  - マミーヘッド
  - ナリタ
  - クラッド
  - レオパルド
- LEV
  - ビックバイパー
  - 採氷LEV
  - ファントマ

## 音楽
ヴァイオリン演奏に金子飛鳥を起用した主題歌『Beyond the Bounds』のスキャットはフィンランド語をベースに創作された造語で歌われており、歌詞のイメージはエジプト神話をモチーフとしている。スタッフの談話では、造語部分は「スペル（呪文）を詠唱するようなイメージ」とされている。全体のイメージを村田周陽が制作し、スキャット部分のメロディはSana（新谷さなえ）のアイデアを元にフィンランド語を参考にして手直し、英語のサビはスコット・ドルフが作詞した。サビの最後にある「The blue bird flies away」（青い鳥は飛んでいく）はSanaが考案したもので、ジェフティを象徴している。作曲の桐岡麻季は日本人にこの曲を歌いこなせる人物がいるのか不安だったが、アレンジを担当した久米大作を通じて木村真紀を紹介され、作品の意図通りの曲に仕上がったと語っている。
オンラインショップのAmazon.co.jpでは1000本以上を売り上げた。オリジナルサウンドトラックにはSanaが歌うテクノポップVer.の「Beyond the Bounds (Mitsuto Suzuki 020203 Mix feat.Sana)」が収録されており、こちらはヨーロッパ版のオープニングテーマと、スペシャルエディションの裏オープニングテーマとして使われ、音楽ゲーム『pop'n music 8』のPS2版にも短縮版が収録されている（関連のあるコナミ作品の節も参照）。
『Z.O.E』シリーズは一人のアーティストだけが手掛けておらず、それぞれ作曲者が違う。『ANUBIS』の音楽では6人のアーティストが手掛けている。その中で一つしか楽曲を作っていないのは木村真紀とSanaの2人であり、他はそれぞれ戦闘曲やステージ曲、イベント曲を手がけている。入っている楽曲数とCDの最大録音時間の都合で全曲が曲がループしない、ループ前にフェードアウトする。楽曲の随所に「Beyond the Bounds」のサビ部分、又は歌の部分がアレンジされて入ることがある。
『ANUBIS』のサウンドトラックに入っている曲一覧((アーティスト名))CD番号順。CD番号順はストーリーに沿ってはいない。
- 01 Beyond the Bounds(Full Version) (Maki Kirioka (vocal：木村真紀))
- 02 Jehuty -Vividtransparency- (Akihiro Honda)
- 03 Seek Taper (Toshiyuki Kakuta)
- 04 Leo! Leo! (Akihiro Honda)
- 05 Phobos at Mars (Norihiko Hibino)
- 06 VR Training (Toshiyuki Kakuta)
- 07 Fake Aumaan (Maki Kirioka)
- 08 Ardjet (Akihiro Honda)
- 09 Compression Space (Maki Kirioka)
- 10 Beyond the Bounds (Mitsuto Suzuki 020203 Mix feat.Sana)
- 11 Bahram Battleship (Toshiyuki Kakuta)
- 12 Train (Akihiro Honda)
- 13 Air Fight (Maki Kirioka)
- 14 ALOIVIA (Akihiro Honda)
- 15 Inhert (Maki Kirioka)
- 16 Explosion & Aftermath (Norihiko Hibino)
- 17 Descendring Aumaan (Toshiyuki Kakuta)
- 18 Chaotic Fight (Akihiro Honda)
- 19 Zakat (Toshiyuki Kakuta)
- 20 Final Battle (Norihiko Hibino)
- 21 Jehuty Returns (Norihiko Hibino)
- 22 Trusting Peace (Norihiko Hibino)

### 主題歌
オープニング＆エンディングテーマ「Beyond the Bounds」
作詞：スコット・ドルフ/Sana、作曲：桐岡麻季、編曲：久米大作、唄：木村真紀
ヨーロッパ版オープニングテーマ「Beyond the Bounds (Mitsuto Suzuki 020203 Mix feat.Sana」
作詞：スコット・ドルフ/Sana、作曲：桐岡麻季、編曲：鈴木光人、唄：Sana

## スタッフ
- ゲームデザイン/監督：村田周陽
- 助監督：上野亮作
- ラインプロデューサー：吉冨賢介
- 脚本：村田周陽、上野亮作、吉冨賢介
- プランニング：村田周陽、北尾崇、小林良照、島野伸一郎、上野亮作、吉冨賢介、新川洋司、小島秀夫
- メカデザイン/アートディレクター：新川洋司
- キャラクターデザイン：西村誠芳
- キャラクター原案/衣装デザイン：政尾翼
- インヘルト＆ロイドデザイン：金子一馬
- 3Dデザイン（メカパート）：小林良照、張山恭子、伊藤敦子、鹿間大蔵、白石憲司
- 3Dデザイン（背景パート）：島野伸一郎、小井土義行、茂木大典、勝村典之、生駒康広、加藤篤典、田中奈都代、土田裕之
- 2Dデザイン：大森崇博、野口登志夫
- プログラム（ゲームシステム）：園山誠人
- プログラム（グラフィックシステム）：北尾崇
- エフェクト：岡嶋滋生、柴田恒彦、青木孝之、友澤真央、淡路昌生、水谷崇、川上徹
- 作曲：桐岡麻季、本田晃弘、角田利之、日比野則彦
- 効果音：牧村亮治、野口洋江
- アニメデモ演出：吉田徹
- 作画監督：谷口守泰
- メカニック作画監督：吉田徹
- 言語アドバイザー：スコット・ドルフ
- エグゼクティブプロデューサー：吉岡基行
- プロデュース：小島秀夫

## 監督の降板
『Z.O.E』のディレクター兼シナリオ担当だった岡村憲明は前作の後で小島組を一時期離れ、今作には関わっていない。前作の開発後、岡村は『Z.O.E2』の製作から外されたと知り、社内における自身の評判の悪さを自覚する。小島秀夫には『メタルギア』のオンライン研究を提案をされるも、新しい環境でやり直すべくKCEJ EASTへの異動を決意。最後の挨拶に言った際、小島からは非難の言葉は無く、逆に岡村が抜けた後のZ.O.Eチームについて相談を受けたという。
岡村は当初、レオが主役として続投するストーリー案を考えており、自身のブログにて没ストーリーとして公開している。他にもプロジェクト初期のタイトル「アトランティス」のストーリー案や、自身と『Z.O.E』、当時の小島組、小島秀夫との関わりについても綴っている。

## 評価
CESA GAME AWARDS（日本ゲーム大賞）では「2002年 GAME AWARDS FUTURE 優秀賞」「2003年 GAME AWARDS YEAR 2002-2003 特別賞」を受賞。第7回文化庁メディア芸術祭では「エンターテインメント部門審査委員会推薦作品」に選出された。「HYPERプレイステーション2」「ドリマガ」「週刊ザ・プレイステーション２」など日本のゲーム誌の多くでも高得点を与えられた。
Metacriticの集計は82/100で多くのレビュアーからも高評価を得た。前作から向上した操作性、戦闘の高速化、敵の多様化、難易度は好評を博し、GameSpotは「『Z.O.E』はこうあるべきだった」と、エレクトロニック・ゲーミング・マンスリーは「『メトロイドプライム』以来プレイした中で最高のゲーム」と評している。グラフィックも高く評価され、PS2史上最も美しい作品の一つにも挙げられている。アクションに重点を置いたストーリーや、前作と異なる主人公のキャラクター性も好評を博した。一方、海外版は英語吹き替えの演技が批判された。
ストーリーの短さは指摘されており、次回作での改善が期待されていた。一方、エクストラミッションがリプレイ性に貢献しているという意見もあった。
高評価を得た本作だが期待数値に届くほどの売り上げにはならず、これに関して小島は「発売日のタイミングを見誤った為に売上が伸び悩んだ」「発売日を間違わなければ、「ANUBIS」は「MGS」に続く、コジプロの定番ブランドとして今もシリーズ展開が続いていた事でしょう」と言及しており、売上不振によって新規企画が立ち上げづらくなったことが以降のシリーズ休止の原因であると示唆している。
後年においても「名作」と語られており、『M∀RS』の開発に携わったCygames社長の渡邊耕一はポリゴンマジック時代に本作をプレイし、「自分が作っているゲームとはレベルが違いすぎて、自分の無力さに愕然としてしまった」と語るほど本作に惚れ込んだのが『M∀RS』開発理由の一つとしている。Game Watchの音無欒は発売から20年後に「現在でも本作を上回るロボゲーはない」と評している。

## 移植版

### ANUBIS ZONE OF THE ENDERS Special Edition
『ANUBIS ZONE OF THE ENDERS Special Edition』（アヌビス：ゾーン・オブ・エンダーズ スペシャルエディション）は2004年1月15日に発売された完全版。欧米版での追加要素を収録して追加要素が拡張された他、グラフィックの作りこみ強化、戦闘パートの追加、デモシーンの追加が行われている。

### ZONE OF THE ENDERS HD EDITION
本作と前作『Z.O.E』のHDリマスター版を収録した移植版。PS3版およびXbox 360版を2012年10月25日に同時発売された。日本国外では『Zone of the Enders HD Collection』として発売されている。当初はPS Vita版も発売予定されていた。

### ANUBIS ZONE OF THE ENDERS: M∀RS
『ANUBIS ZONE OF THE ENDERS : M∀RS』（アヌビス：ゾーン・オブ・エンダーズ マーズ）は2018年9月6日にPS4及びWindows（Steam）向けに発売された二作目のリマスター版。コナミデジタルエンタテインメントとCygamesの共同開発。プロデューサーは、前述の通りオリジナル版『ANUBIS』には関わらなかった岡村憲明。ヘキサドライブ時代に『HD EDITION』の修正パッチ開発に携わった堀端彰がゲームエンジニアを務めている。
テクスチャの刷新に加えてピンボケや透過光などポストエフェクトの投入によって『HD EDITION』よりも更にグラフィックを向上させ、4K画質にまで対応し、VRモードも搭載した。PS4版はダウンロード版とパッケージ版のほか、特製ブックレットなどが付属する限定版「PREMIUM PACKAGE」も発売された。尚、日本国外ではタイトルを『Zone of the Enders: The 2nd Runner Mars』として発売されている。キャッチコピーは「ジェフティは存在する。アヌビスはそこにいる」。
同年8月30日から9月9日にかけ、発売に先行したARイベントが渋谷で開催された。ARカメラアプリ「ANUBIS ZONE OF THE ENDERS : M∀RS AR」を使用することで、渋谷上空で戦いを繰り広げるジェフティとアヌビスを見られるというものだった。また、ADAがVtuberのようにゲームを紹介するプロモーション動画も複数公開された。
VRモードはジェフティのコクピット視点を体験するものであり、実際にジェフティに乗っているかのようなプレイが可能。機体が回転する動作は酔いを誘発するため、再現されない。その代わり、画面右下に表示された小型のジェフティが現在どのような動作を行なっているかを表現する。本編は全てVRモードでプレイ可能であり、セーブデータは通常モードと共通なのでいつでもモードを切り替えられる。これに合わせ、VRモード用にバランスを調整した難易度「VERY EASY」が追加された。「VERY EASY」の文字はVRモードで見るとEとYが消えて「VR EASY」に見えるようになっている。
VRモードは元はCygames側から提案した要素でスケジュール的に厳しいため一時は断念も考慮されたが、岡村らコナミ側からの強い要望によって実装が決定した。当初、「5分くらいジェフティに乗りたい」という程度の想定であり、VRモード対応も1、2ステージ程のはずだったが実際に作ると問題なく作れ、プレイヤーへの負担も想定より少なかったことでそのまま全編がVRに対応した。
タイトルの「M∀RS」は「VR」と掛けており、「MARS」の「AR」の部分にVRを重ねて「M∀RS」としている。逆に前述の先行ARイベントの際にはタイトルが「ANUBIS ZONE OF THE ENDERS : MARS」になるという仕掛けが施されていた。
他にもゲーム中のデモシーンを自由に再生可能なシネマティックシアター、ジェフティの外観やコクピットををあらゆる角度から鑑賞可能なハンガー、作中のメカをモーション込みで鑑賞するモデルビュアーが追加されている。

## 関連商品

### 書籍
- ANUBIS ZONE OF THE ENDERS　公式ガイドブック（2003年2月20日 / 双葉社）
- ANUBIS ZONE OF THE ENDERS　コナミ公式パーフェクトガイド（2003年3月26日 / 新紀元社）
- Visualworks of ANUBIS（ビジュアルワークス・オブ・アヌビス）（角川書店） - 設定資料集。シナリオなども全文掲載。PS2用のセーブデータなどが入ったCD-ROMを同梱。
- ZONE OF THE ENDERS HD EDITION ザ・コンプリートガイド+設定資料集∴HAIDARA EXtended（2013年4月2日 / アスキーメディアワークス） - HD版の攻略に加え、プレミアムエディションにて未収録の設定資料集が収録されている。

### 音楽CD
- Beyond the Bounds Theme from "ANUBIS" - 『ANUBIS』の主題歌マキシシングル。
- ANUBIS ZONE OF THE ENDERS ORIGINAL SOUNDTRACK
- HIDECHAN! Radio. 2.5 TWO-HAN PRINCESS SINGLES + MUSIC & DRAMA CD
- ZONE OF THE ENDERS ReBOOT EDITION - 『HD EDITION」の限定版に付属しているCDで、上記主題歌とゲーム音源をアレンジしたリミックス、ADAの特別音声が収録されている。
- ZONE OF THE ENDERS ReMIX EDITION - 『Z.O.E』と『ANUBIS』のゲーム音源をアレンジしたリミックスアルバム。

### プラモデル
- コトブキヤ ANUBIS ZONE OF THE ENDERS ジェフティ
- コトブキヤ ANUBIS ZONE OF THE ENDERS ジェフティ HD EDITION
- コトブキヤ ANUBIS ZONE OF THE ENDERS アヌビス
- コトブキヤ ANUBIS ZONE OF THE ENDERS ビックバイパー